# Ewa Nedinkowska
Ewa Nedinkowska (cyryl. Ева Нединковска; ur. 26 sierpnia 1983 w Ochrydzie) – macedońska piosenkarka, autorka tekstów i choreografka.

## Kariera
Uczyła się w szkole muzycznej w Ochrydzie, w klasie fortepianu. W dzieciństwie występowała w zespole folklorystycznym Otex. Jako artystka solowa zadebiutowała na scenie macedońskiej w 2003 piosenką Dali Denot Ke E Raj. Od tego występu regularnie zdobywa nagrody na Festiwalu Piosenki „Ohrid Fest”, odbywającym się w jej rodzinnym mieście. W całej Macedonii sławę przyniosła jej piosenka Enigma, a teledysk do niej zrealizowany stał się jednym z najpopularniejszych w macedońskich mediach. We wrześniu 2006 wzięła udział w festiwalu Europop w bośniackiej Zenicy, gdzie zdobyła nagrodę publiczności.
W 2007 ukazał się jej pierwszy album Talisman, zawierający 16 utworów (muzykę skomponował Garabet Tawitjan, większość tekstów napisała Ewa Nedinkowska). Jeden z utworów na płycie (Enigma) został zaśpiewany w wersji macedońskiej i serbskiej.

## Dyskografia

### Albumy
- Talisman

### Single
- Dali Denot Ќe E Raj
- Tvoja Fantazija
- Ironija
- Blef
- Slatka Treska
- Za Ljubov Stvoreni
- Taan I Med
- Enigma